# Rubus alexeterius
Rubus alexeterius es una especie de planta del género Rubus, perteneciente a la familia Rosaceae.

## Taxonomía
Rubus alexeterius fue descrita por Wilhelm Olbers Focke en 1911.

## Distribución
Se encuentra en el territorio centro-sur de China, Himalaya oriental, Nepal y el Tíbet.